# Militärschule Vilnius

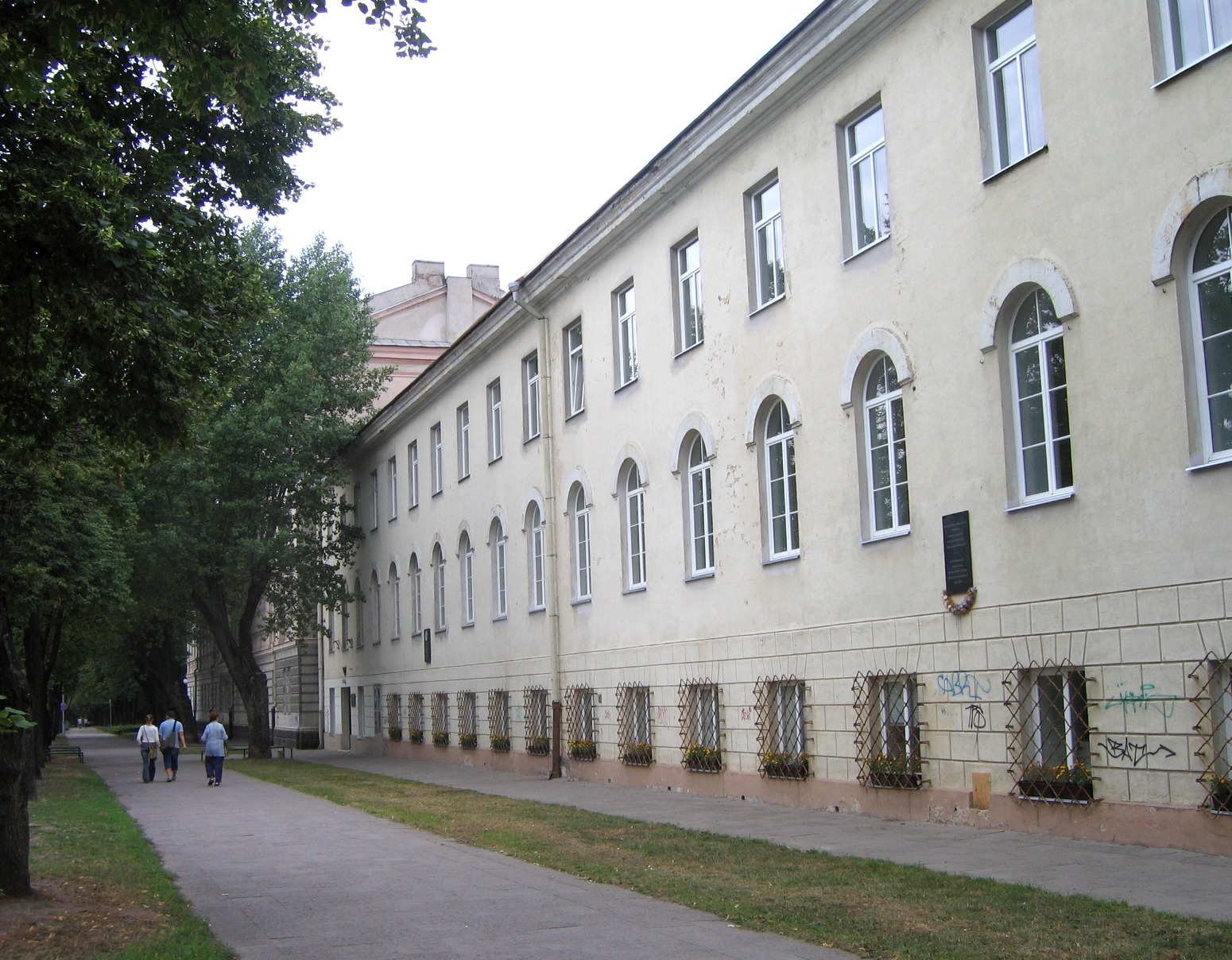
Gebäude

Die Militärschule Vilnius - ru. Виленское военное училище, Vilenskoje vojennoje učilišče - war eine Militärschule der Armee des Russischen Reiches. Sie war von 1864 bis 1915 in Betrieb im Russischen Kaiserreich in der heutigen litauischen Hauptstadt Vilnius (heute Palast in der M.-K.-Čiurlionis-Straße, Sitz der Fakultät für Chemie und Geologie der Universität Vilnius), von 1915 bis 1918 war sie ausgelagert in Poltawa.

## Geschichte
Die Militärschule Vilnius wurde am 29. Oktober 1864 nach dem von Minister Nikolay Miljutin vorbereiteten Plan gegründet. Ursprünglich hieß sie Infanterie-Junkerschule Vilnius. Zuerst lernten 200 Junker. Ab 1874 wurde die Zahl der Kadetten auf ein Bataillon erhöht (300 Kadetten). Der russisch-türkische Krieg von 1877 bis 1878 erforderte größere Zahl der ausgebildeten Soldaten. im Jahr 1877 wurden 134 Junker (im Mai 1878: 122 und im Dezember 1878: weitere 69 Personen) ausgebildet. Am Ende des Krieges wurde an der Schule ein Offizierskurs für 37 Praporschtschiken eröffnet, die diesen Rang während des Krieges erhalten hatten.
Die Ausbildung dauerte 2 Jahre. In der Unterstufe wurden Katechismus, Russisch, Französisch, Deutsch, Mathematik, Physik, Chemie, Zeichnen, Erdkunde und Geschichte unterrichtet. Das militärische Ausbildungsprogramm umfasste Taktik, Militärstatuten, Militärtopographie, Befestigung, Militärverwaltung, Militärrecht, Militärhygiene und Hippologie, die Wissenschaft der Pferde.

## Personen
- Maksimas Katchė (1879–1933), kaiserlich-russischer Oberst, litauischer Generalleutnant
- Petras Kubiliūnas (1894–1946), litauischer Generalleutnant, Absolvent der Schule (1914)
- Johan Laidoner (1884–1953), estnischer Politiker und General, Oberbefehlshaber